# Erioptera (Mesocyphona) incurvata
Erioptera (Mesocyphona) incurvata is een tweevleugelige uit de familie steltmuggen (Limoniidae). De soort komt voor in het Neotropisch gebied.